# Свјетско друмско првенство UCI — Друмска трка за мушкарце
Друмска трка за мушкарце на Свјетском друмском првенству UCI (енгл. UCI Road World Championships), дисциплина је на Свјетском друмском првенству у којој се одлучује свјетски шампион у друмској вожњи за мушкарце. Први пут је одржано 1927. и од тада се одржава сваке године, осим за вријеме Другог свјетског рата. Побједник првенства добија мајицу дугиних боја и носи је на свим друмским тркама на којима учествује до следећег Свјетског првенства.
Рекордери су Алфредо Бинда, Еди Меркс, Рик ван Стенберген, Оскар Фреире и Петер Саган са по три побједе. Петер Саган је једини возач који је првенство освојио три године заредом: 2015, 2016 и 2017. Јоп Зутемелк је најстарији побједник, освојио је првенство 1985. са 38 година и 303 дана, док је најмлађи побједник Ленс Армстронг, који је 1993. освојио са 22 године и 14 дана. Највећа разлика остварена је 1928 године, када је Белгијанац Жорж Ронс освојио првенство 19 минута испред Њемца Херберта Небеа.
Најуспјешнији возач је Шпанац Алехандро Валверде, који је освојио седам медаља, једну златну, двије сребрне и четири бронзане. Прву медаљу освојио је 2003, док је након 15 година и шест медаља, освојио мајицу дугиних боја 2018. Године 2019, Мадс Педерсен је постао први Данац побједник Свјетског првенства, док је 2020. првенство освојио Жилијен Алафилип, остваривши прву побједу за Француску након 1997; Ваут ван Арт је завршио на другом мјесту и друмску трку и хронометар. Алафилип је првенство освојио и 2021. поставши тако седми возач који је освојио првенство двије године заредом.

## Историја
Прво Свјетско првенство у бициклизму одржано је 21. јула 1927. године на стази Нирбугринг, у данашњој Њемачкој. Стартовало је 55 возача, од чега су 33 били аматери; аматери и професионалци су возили заједно. Побиједио је Италијан, Алфредо Бинда, а подијум су употпунили Италијани — Костанте Ђирарденго и Доменико Пјемонтези. Од аматера, Белгијанац Жан Арт завршио је трку на петом месту и проглашен је за аматерског свјетског шампиона. Године 1928, првенство је освојио Белгијанац Жорж Ронс, 19 минута испред Њемца Херберта Небеа. То је било првенство са најмање учесника у историји — укупно 16, а завршило га је само осам возача. Ронс је првенство освојио и 1929, одспринтавши Николаса Франца. Године 1930, Алфредо Бинда је у спринту побиједио Леарка Гверу и Ронса. Италијани су освојили првенство и наредне двије године: Гвера 1931, а затим поново Бинда 1932. Бинда је тако постао први возач са три побједе. Прву побједу Француској донео је Жорж Спеше, који је тријумфовао испред другог Француза — Антонена Мања.
Године 1934. првенство је одржано у Лајпцигу; тријумфовао је Карел Карс, који је одспринтао Гверу. Од 15 возача колико је завршило трку, њих 14 завршило је у групном спринту, док је Васко Бергамаски завршио минут и 45 секунди иза. Жан Арт је побједом на првенству 1935. обједнио титуле у аматерској и професионалној конкуенцији.
Последњих година, првенство се одржава на крају сезоне у Европи, након Вуелта а Еспање. Поред првенства за професионалце, раније је било организовано и Свјетско првенство у бициклизму за аматере.
Свјетско првенство у друмској вожњи уз Тур де Франс и Ђиро д’Италију чини ’троструку круну бициклизма’ — највеће достигнуће у свијету бициклизма. Триплу круну у сезони успјели су да освоје само Еди Меркс (1974) и Стивен Роуч (1987).
Петер Саган је освојио првенство три године заредом (2015, 2016 и 2017), док су шесторица бициклиста освојили првенство двије године заредом: Жорж Ронс (1928, 1929), Рик Ван Стенберген (1956, 1957), Рик Ван Лој (1960, 1961), Ђани Буњо (1991, 1992), Паоло Бетини (2006, 2007) и Жилијен Алафилип (2020, 2021). Шпанац Алехандро Валверде има највише освојених медаља, укупно седам; једну златну (2018), двије сребрне (2003, 2005) и четири бронзане (2006, 2012, 2013, 2014).
Аустралија је добила свјетског првака 2009. када је Кадел Еванс освојио Свјетско првенство и постао једини побједник ван граница Европе и САД, док је први неевропски побједник био Грег Лемонд 1983. године.
Валверде је 15 година од освајања прве медаље — 2003. и освојених укупно шест медаља, освојио златну медаљу 2018, побједом у спринту испред Ромена Бардеа и Мајкла Вудса. Године 2019, Мадс Педерсен је постао први дански свјетски шампион у друмској вожњи, док је првенство 2020. освојио Жилијен Алафилип, испред Ваута ван Арта и Марка Иршија. Године 2021. Алафилип је поново побиједио, поставши седми возач који је освојио првенство двије године заредом.

## Освајачи медаља
| Првенства                | Злато              | Сребро                  | Бронза               |
| ------------------------ | ------------------ | ----------------------- | -------------------- |
| Нирбугринг 1927.         | Алфредо Бинда      | Константе Ђирарденго    | Доменико Пјемонтези  |
| Будимпешта 1928.         | Жорж Ронс          | Херберт Небе            | Бруно Волке          |
| Цирих 1929.              | Жорж Ронс          | Николас Франц           | Алфредо Бинда        |
| Лијеж 1930.              | Алфредо Бинда      | Леарко Гвера            | Жорж Ронс            |
| Копенхаген 1931.         | Леарко Гвера       | Фердинанд ле Дрого      | Алберт Бихи          |
| Рим 1932.                | Алфредо Бинда      | Ремо Бертони            | Николас Франц        |
| Монлери 1933.            | Жорж Спеше         | Антонен Мањ             | Маринус Валентајн    |
| Лајпциг 1934.            | Карел Карс         | Леарко Гвера            | Гистав Данел         |
| Флореф 1935.             | Жан Арт            | Лусиано Монтеро         | Гистав Данел         |
| Берн 1936.               | Антонен Мањ        | Алдо Бани               | Тео Миделкам         |
| Копенхаген 1937.         | Елои Меленбер      | Емил Кијевски           | Пол Егл              |
| Валкенбург 1938.         | Маркел Кинт        | Пол Егл                 | Лео Амберг           |
| Цирих 1946.              | Ханз Кнехт         | Маркел Кинт             | Рик ван Стенберген   |
| Ремс 1947.               | Тео Миделкам       | Алберт Серцу            | Шеф Јансен           |
| Валкенбург 1948.         | Брик Схот          | Апо Лазаридес           | Лисјен Тесер         |
| Копенхаген 1949.         | Рик ван Стенберген | Фердинанд Киблер        | Фаусто Копи          |
| Морследе 1950.           | Брик Схот          | Тео Миделкам            | Фердинанд Киблер     |
| Варезе 1951.             | Фердинанд Киблер   | Фјоренцо Мањи           | Антонио Бевилаква    |
| Луксембург 1952.         | Хајнц Милер        | Готфрид Вајлерман млађи | Лудвиг Херман        |
| Лугано 1953.             | Фаусто Копи        | Гермајн Дерајке         | Стан Окерс           |
| Золинген 1954.           | Лујсон Бобе        | Фриц Шер                | Шарли Гол            |
| Фраскоти 1955.           | Стан Окерс         | Жан Пол Шмиц            | Гермајн Дерајке      |
| Копенхаген 1956.         | Рик ван Стенберген | Рик ван Лој             | Герит Схулт          |
| Варегем 1957.            | Рик ван Стенберген | Лујсон Бобе             | Андре Даригад        |
| Ремс 1958.               | Ерколе Балдини     | Лујсон Бобе             | Андре Даригад        |
| Зондворт 1959.           | Андре Даригад      | Микеле Ђизмонди         | Нул Форе             |
| Сахсенрин 1960.          | Рик ван Лој        | Андре Даригад           | Пино Серами          |
| Берн 1961.               | Рик ван Лој        | Нино Дефилипис          | Ремон Пулидор        |
| Сало 1962.               | Жан Стабленски     | Симус Елиот             | Јос Хувенерс         |
| Ронс 1963.               | Бенони Бехајт      | Рик ван Лој             | Јо де Хан            |
| Саланшес 1964.           | Јан Јансен         | Виторио Адоми           | Ремон Пулидор        |
| Сан Себастијан 1965.     | Том Симпсон        | Руди Алтиг              | Рогер Сверт          |
| Нирбугринг 1966.         | Руди Алтиг         | Жак Анкетил             | Ремон Пулидор        |
| Херлен 1967.             | Еди Меркс          | Јан Јансен              | Рамон Саез           |
| Имола 1968.              | Виторио Адоми      | Херман ван Спрингел     | Микеле Данчели       |
| Хезден-Золдер 1969.      | Харм Отенброс      | Јулин Стивенс           | Микеле Данчели       |
| Лестер 1970.             | Жан Пјер Монсер    | Лејф Мортенсен          | Феличе Ђимонди       |
| Мендризио 1971.          | Еди Меркс          | Феличе Ђимонди          | Сирил Гимар          |
| Гап 1972.                | Марино Басо        | Франко Битоси           | Сирил Гимар          |
| Барселона 1973.          | Феличе Ђимонди     | Фреди Мартенс           | Луис Окања           |
| Монтреал 1974.           | Еди Меркс          | Ремон Пулидор           | Маријано Мартинез    |
| Ивуар 1975.              | Хени Којпер        | Рогер де Фламинк        | Жан Пјер Дангијом    |
| Остуни 1976.             | Фреди Мартенс      | Франческо Мозер         | Тино Конти           |
| Сан Кристобал 1977.      | Франческо Мозер    | Дитрих Турау            | Франко Битоси        |
| Нирбугринг 1978.         | Гери Кнетеман      | Франческо Мозер         | Јерген Маркусен      |
| Валкенбург 1979.         | Јан Рас            | Дитрих Турау            | Жан Рене Бернодо     |
| Саланшес 1980.           | Бернар Ино         | Ђанбатиста Баронкели    | Хуан Фернандез       |
| Брно 1981.               | Фреди Мартенс      | Ђузепе Сарони           | Бернар Ино           |
| Гудвуд стаза 1982.       | Ђузепе Сарони      | Грег Лемонд             | Шон Кели             |
| Тал 1983.                | Грег Лемонд        | Адри ван дер Пул        | Стивен Роуч          |
| Барселона 1984.          | Клод Крикјелион    | Клаудио Корти           | Стив Бауер           |
| Ђавера дел Монтело 1985. | Јоп Зутемелк       | Грег Лемонд             | Морено Арђентин      |
| Колорадо Спрингс 1986.   | Морено Арђентин    | Шарли Моте              | Ђузепе Сарони        |
| Филах 1987.              | Стивен Роуч        | Морено Арђентин         | Хуан Фернандез       |
| Ронс 1988.               | Маурицио Фондијест | Мартиал Гајан           | Хуан Фернандез       |
| Шамбери 1989.            | Грег Лемонд        | Дмитриј Коњишев         | Шон Кели             |
| Уцуномија 1990.          | Руди Доненс        | Дирк де Волф            | Ђани Буњо            |
| Штутгарт 1991.           | Ђани Буњо          | Стивен Рокс             | Мигел Индураин       |
| Бенидорм 1992.           | Ђани Буњо          | Лоран Жалабер           | Дмитриј Коњишев      |
| Осло 1993.               | Ленс Армстронг     | Мигел Индураин          | Олаф Лудвиг          |
| Агриђенто 1994.          | Лик Лебланк        | Клаудио Кјапучи         | Ришар Виренк         |
| Дуитама 1995.            | Абрахам Олано      | Мигел Индураин          | Марко Пантани        |
| Лугано 1996.             | Јохан Мусеув       | Мауро Ђанети            | Микеле Бартоли       |
| Сан Себастијан 1997.     | Лоран Брошар       | Бо Хамбург              | Леон ван Бон         |
| Валкенбург 1998.         | Оскар Каменцин     | Петер ван Петегем       | Микеле Бартоли       |
| Верона 1999.             | Оскар Фреире       | Маркус Цберг            | Жан Сирил Робин      |
| Плуе 2000.               | Романс Вајнштејнс  | Збигњев Спрух           | Оскар Фреире         |
| Лисабон 2001.            | Оскар Фреире       | Паоло Бетини            | Андреј Хауптман      |
| Лимбург 2002.            | Марио Чиполини     | Роби Макјуен            | Ерик Цабел           |
| Хамилтон 2003.           | Игор Астарлоа      | Алехандро Валверде      | Петер ван Петегем    |
| Верона 2004.             | Оскар Фреире       | Ерик Цабел              | Лука Паолини         |
| Мадрид 2005.             | Том Бонен          | Алехандро Валверде      | Антони Геслин        |
| Салцбург 2006.           | Паоло Бетини       | Ерик Цабел              | Алехандро Валверде   |
| Штутгарт 2007.           | Паоло Бетини       | Александар Колобнев     | Стефан Шумахер       |
| Варезе 2008.             | Алесандро Балан    | Дамијано Кунего         | Мати Брешел          |
| Мендризио 2009.          | Кадел Еванс        | Александар Колобнев     | Хоаким Родригез      |
| Гилонг 2010.             | Тор Хусховд        | Мати Брешел             | Алан Дејвис          |
| Копенхаген 2011.         | Марк Кевендиш      | Метју Гос               | Андре Грајпел        |
| Валкенбург 2012.         | Филип Жилбер       | Едвалд Босон Хаген      | Алехандро Валверде   |
| Фиренца 2013.            | Руи Коста          | Хоаким Родригез         | Алехандро Валверде   |
| Понферада 2014.          | Михал Квјатковски  | Сајмон Геранс           | Алехандро Валверде   |
| Ричмонд 2015.            | Петер Саган        | Мајкл Метјуз            | Рамунас Навардаускас |
| Доха 2016.               | Петер Саган        | Марк Кевендиш           | Том Бонен            |
| Берген 2017.             | Петер Саган        | Александер Кристоф      | Мајкл Метјуз         |
| Инзбрук 2018.            | Алехандро Валверде | Ромен Барде             | Мајкл Вудс           |
| Јоркшир 2019.            | Мадс Педерсен      | Матео Трентин           | Стефан Кинг          |
| Имола 2020.              | Жилијен Алафилип   | Ваут ван Арт            | Марк Ирши            |
| Фландрија 2021.          | Жилијен Алафилип   | Дилан ван Барле         | Михаел Валгрен       |
| Волонгонг 2022.          | Ремко Евенепул     | Кристоф Лапорт          | Мајкл Метјуз         |
| Глазгов 2023.            | Метју ван дер Пул  | Ваут ван Арт            | Тадеј Погачар        |
| Цирих 2024.              | Тадеј Погачар      | Бен о Конор             | Метју ван дер Пул    |

### Најуспјешнији бициклисти
| Позиција | Име                | Злато | Сребро | Бронза | Укупно | Године побједа   |
| -------- | ------------------ | ----- | ------ | ------ | ------ | ---------------- |
| 1        | Алфредо Бинда      | 3     | 0      | 1      | 4      | 1927, 1930, 1932 |
| 1        | Рик ван Стенберген | 3     | 0      | 1      | 4      | 1949, 1956, 1957 |
| 1        | Оскар Фреире       | 3     | 0      | 1      | 4      | 1999, 2001, 2004 |
| 4        | Еди Меркс          | 3     | 0      | 0      | 3      | 1967, 1971, 1974 |
| 4        | Петер Саган        | 3     | 0      | 0      | 3      | 2015, 2016, 2017 |
| 6        | Рик ван Лој        | 2     | 2      | 0      | 4      | 1960, 1961       |
| 6        | Грег Лемонд        | 2     | 2      | 0      | 4      | 1983, 1989       |
| 8        | Фреди Мартенс      | 2     | 1      | 0      | 3      | 1976, 1981       |
| 8        | Паоло Бетини       | 2     | 1      | 0      | 3      | 2006, 2007       |
| 10       | Жорж Ронс          | 2     | 0      | 1      | 3      | 1928, 1929       |
| 10       | Ђани Буњо          | 2     | 0      | 1      | 3      | 1991, 1992       |
| 12       | Брик Схоте         | 2     | 0      | 0      | 2      | 1948, 1950       |
| 13       | Жилијен Алафилип   | 2     | 0      | 0      | 2      | 2020, 2021       |
| 13       | Алехандро Валверде | 1     | 2      | 4      | 7      | 2018             |
| 14       | Леарко Гвера       | 1     | 2      | 0      | 3      | 1931             |
| 14       | Луизон Бобе        | 1     | 2      | 0      | 3      | 1954             |
| 14       | Франческо Мозер    | 1     | 2      | 0      | 3      | 1977             |
| 17       | Андре Даригад      | 1     | 1      | 2      | 4      | 1959             |
| 18       | Тео Миделкамп      | 1     | 1      | 1      | 3      | 1947             |
| 18       | Фердинанд Киблер   | 1     | 1      | 1      | 3      | 1951             |
| 18       | Феличе Ђимонди     | 1     | 1      | 1      | 3      | 1973             |
| 18       | Ђузепе Сарони      | 1     | 1      | 1      | 3      | 1982             |
| 18       | Морено Арђентин    | 1     | 1      | 1      | 3      | 1986             |

#### Медаље по државама
| Ранг | Држава           | Злато | Сребро | Бронза | Укупно |
| 1.   | Белгија          | 27    | 13     | 12     | 51     |
| 2.   | Италија          | 19    | 20     | 16     | 55     |
| 3.   | Француска        | 10    | 13     | 15     | 37     |
| 4.   | Холандија        | 8     | 5      | 6      | 19     |
| 5.   | Шпанија          | 6     | 6      | 12     | 24     |
| 6.   | Швајцарска       | 3     | 6      | 5      | 13     |
| 7.   | Сједињене Државе | 3     | 2      | 0      | 5      |
| 8.   | Словачка         | 3     | 0      | 0      | 3      |
| 9.   | Њемачка*         | 2     | 7      | 6      | 15     |
| 10.  | Велика Британија | 2     | 1      | 0      | 3      |
| 11.  | Аустралија       | 1     | 5      | 3      | 8      |
| 12.  | Данска           | 1     | 3      | 3      | 7      |
| 13.  | Норвешка         | 1     | 2      | 0      | 3      |
| 14.  | Ирска            | 1     | 1      | 3      | 5      |
| 15.  | Пољска           | 1     | 1      | 0      | 2      |
| 16.  | Словенија        | 1     | 0      | 2      | 3      |
| 17.  | Летонија         | 1     | 0      | 0      | 1      |
| 17.  | Португалија      | 1     | 0      | 0      | 1      |
| 19.  | Русија**         | 0     | 3      | 1      | 4      |
| 20.  | Луксембург       | 0     | 2      | 2      | 4      |
| 21.  | Канада           | 0     | 0      | 2      | 2      |
| 21.  | Литванија        | 0     | 0      | 1      | 1      |

* укључујући:  Западна Њемачка
** укључујући:  Совјетски Савез